# فاكوندو بونس
فاكوندو بونس (بالإسبانية: Facundo Pons)‏ هو لاعب كرة قدم أرجنتيني، ولد في 22 نوفمبر 1995 في فينادو تيورتو في الأرجنتين. لعب مع أرسنال ساراندي.

## وصلات خارجية
- فاكوندو بونس على موقع قاعدة بيانات كرة القدم.إي يو (الإنجليزية)
- فاكوندو بونس على موقع Soccerway.com (الإنجليزية)